# تربه قوشه جد ترک محله
تربه قوشه جد ترک محله مربوط به دوره قاجار است و در شهرستان طوالش، بخش مرکزی، روستای ترک محله واقع شده و این اثر در تاریخ ۱۱ مهر ۱۳۸۳ با شمارهٔ ثبت ۱۱۱۴۷ به‌عنوان یکی از آثار ملی ایران به ثبت رسیده است.